# Matthijs Verhanneman
Matthijs Verhanneman (Menen, 8 december 1988) is een Belgisch volleyballer. Hij speelt als als receptie-aanvaller. 

## Levensloop
Verhanneman groeide op in Menen en begon met volleyballen bij Par-ky Menen, alwaar hij alle jeugdreeksen doorliep. Vervolgens ging hij naar de Topsportschool Vilvoorde en kwam hij een seizoen uit voor PNV Waasland. Op 17-jarige leeftijd maakte hij de overstap naar Knack Roeselare, waarmee hij tweemaal landskampioen (2007 en 2010) werd eenmaal bekerwinnaar (2011). Ook won hij met Roeselare tweemaal de Supercup (2007 en 2010).
Vervolgens was hij twee seizoen actief in Italië. Daar tekende hij een contract bij Trentino, dat hem uitleende aan CMC Ravenna en vervolgens was hij actief bij Pallavola Molfetta. In  2013 keerde hij terug naar Knack Roeselare. In deze periode werd hij met deze club nog zevenmaal landskampioen (2014, 2015, 2016, 2017, 2021, 2022 en 2023) en even vaak bekerwinnaar (2016, 2017, 2018, 2019, 2020, 2021 en 2023). Daarnaast bereikte hij in 2015-16 de halve finales en in 2022-'23 de finale van de CEV Cup. Ook behaalde hij met Roeselare nog zes overwinningen in de Supercup (2013, 2014, 2018, 2019, 2022 en 2023) en werd hij in 2019 verkozen tot 'Speler van het Jaar'.
Daarnaast was hij actief bij het Belgisch volleyteam. Met de Red Dragons nam hij onder meer deel aan het wereldkampioenschap van 2014 en de Europese kampioenschappen van 2011 en 2013. Ook nam hij met de nationale equipe deel aan de World League van 2014 en de Europese volleyballeague mannen  2007, 2009, 2011 en 2013. Op laatstgenoemde editie won hij goud met de Red Dragons.
Verhanneman studeert rechtspraktijk op afstand bij Hogeschool VIVES. Hij heeft een relatie met Yana De Leeuw, met wie hij drie kinderen heeft.